# Utricularia parthenopipes
Utricularia parthenopipes är en tätörtsväxtart som beskrevs av Peter Geoffrey Taylor. Utricularia parthenopipes ingår i släktet bläddror, och familjen tätörtsväxter. Inga underarter finns listade i Catalogue of Life.

## Bildgalleri

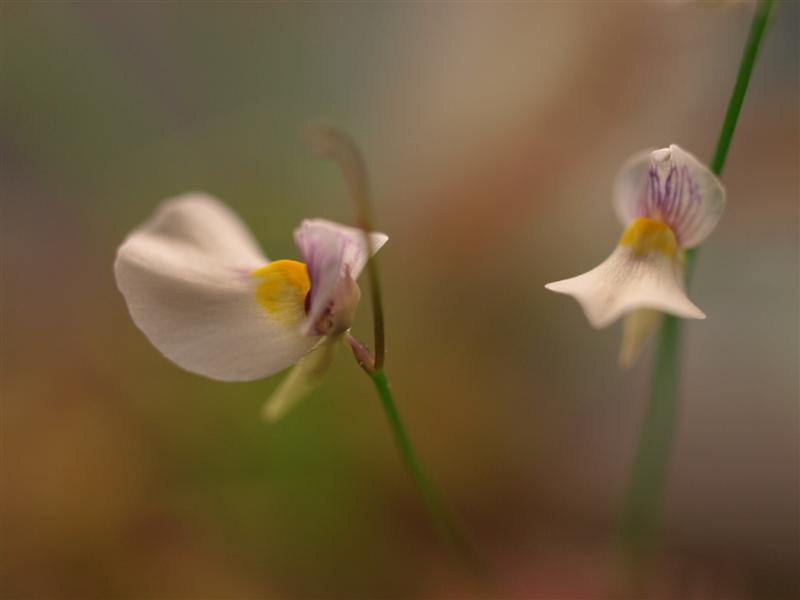